# Eirene (astronomia)
Eirene, o Giove LVII, è un satellite naturale irregolare del pianeta Giove.

## Scoperta
È stato scoperto nel 2003 da una squadra di astronomi dell'Università delle Hawaii guidata da Scott S. Sheppard, ma fu subito perduto. Fu ritrovato nel 2017 e a quel punto ha ricevuto la designazione provvisoria S/2003 J 5 e l'ordinale Giove LVII.

## Denominazione
Nel 2019, l'Unione Astronomica Internazionale (IAU) gli ha assegnato la denominazione ufficiale in riferimento a Eirene (Εἰρήνη), che nella mitologia greca è figlia di Zeus e Temi, ed è la personificazione della pace.
La scelta del nome fu fatta attraverso un concorso pubblico su Twitter e il nome Eirene fu suggerito da sedici utenti.

## Parametri orbitali
Il satellite è caratterizzato da un moto retrogrado, ed appartiene al gruppo di Carme, composto da satelliti retrogradi ed irregolari che orbitano attorno a Giove ad una distanza compresa fra 23 e 24 milioni di chilometri, con una inclinazione orbitale pari a circa 165°.
Eirene ha un diametro di circa 4 km e orbita attorno a Giove in 743,88 giorni, a una distanza media di 23,974 milioni di km, con un'inclinazione di 166° rispetto all'eclittica (167° rispetto al piano equatoriale del pianeta) e un'eccentricità orbitale di 0,307.